# Ortov
Ortov je přírodní rezervace v oblasti Latorica.
Nachází se v katastrálním území obce Čierne Pole a Pavlovce nad Uhom v okrese Michalovce v Košickém kraji. Území bylo vyhlášeno či novelizováno v roce 1993 na rozloze 14,8482 ha. Ochranné pásmo nebylo stanoveno.